# Hades-D
Hades-D, auch Spain-OSCAR 121, SO-121 und Hydra-1, war ein spanischer Amateurfunksatellit.
Hades-D wurde von dem Unternehmen Hydra Space Systems gebaut und wurde von der AMSAT betrieben.
Der Satellit war ein Nanosatellit der PocketQube-Bauform 1.5P (5 × 5 × 7,5 cm) und trug einen FM-Repeater.
Er wurde parallel zu URESAT-1 entwickelt und war ähnlich aufgebaut wie dieser. HADES-D verfügte über speziell für den Weltraumeinsatz geeignete Solarpaneele und eine leistungsstärkere Recheneinheit als URESAT-1.

## Mission
Der Satellit wurde am 11. November 2023 vom Space Launch Complex 40 in Florida gestartet.
Am 16. Dezember wurde der FM-Repeater für die Öffentlichkeit freigegeben.
Am 21. Dezember 2023 wurde durch den OSCAR-Nummer-Koordinator der AMSAT-NA die Bezeichnung Spain-OSCAR-121 bzw. SO-121 verliehen. Der Satellit verglühte am 5. November 2024 in der Erdatmosphäre.

## Frequenzen
Die Frequenzen wurden von der IARU koordiniert.
- Uplink (MHz): 145,875 MHz (FM und FSK)
- Downlink (MHz): 436,666 MHz (FM, CW, FSK 50/300/1k2-9k6)